# Saint John (îles Vierges des États-Unis)
Pour les articles homonymes, voir Saint John.
Saint John ou Saint-Jean est une île qui constitue avec celles de Saint Thomas et Sainte-Croix les îles Vierges des États-Unis, archipel faisant partie des Antilles.

## Présentation
C'est également l'un des trois districts des îles Vierges des États-Unis.
Saint John, d'une superficie de 51 km², comptait 4 170 habitants en 2010 (en baisse par rapport au recensement de 2000) et possède comme ville principale le port de Cruz Bay.

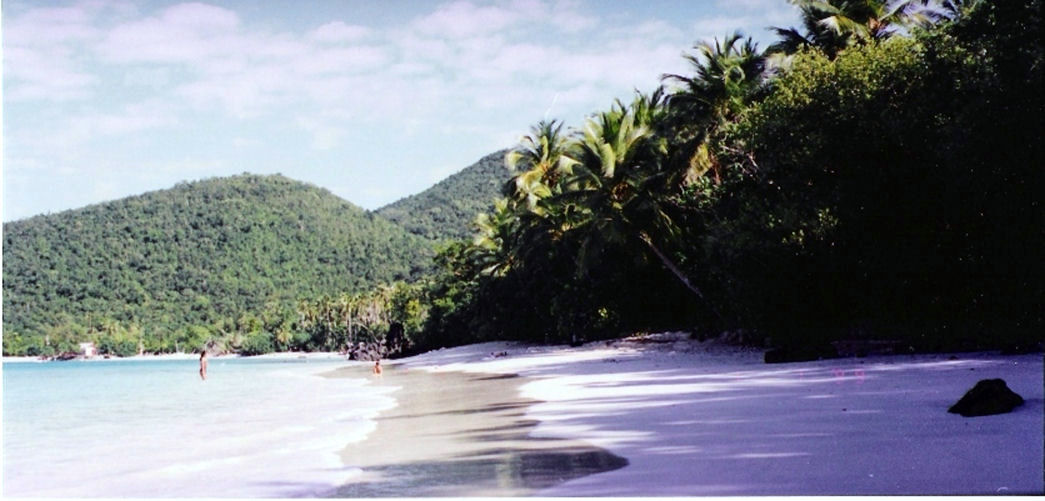
Oppenheimer Beach.

Sertie d'un écrin de forêt tropicale, elle est protégée à 60 % (environ 30 km²) grâce au Virgin Islands National Park. Un traitement privilégié que l'on doit au milliardaire américain Laurance Spelman Rockefeller. En 1954, ce philanthrope est séduit par la beauté de l'île où la nature avait repris ses droits après la fin de l'esclavage et l'abandon des plantations par les Danois au XIXe siècle. Il achète plus de 2 000 hectares de terrain qu'il cède bientôt aux États-Unis. A charge, pour le gouvernement fédéral, de les préserver. C'est chose faite dès 1956 avec la création du parc national. Depuis, ce dernier s'est considérablement étendu. Aujourd'hui, il préserve 5 650 hectares de terres (plages, mangroves, forêts tropicales humides ...) et 2 286 hectares de récifs coralliens. Près d'un million de touristes visitent chaque année ce sanctuaire peuplé de 140 espèces d'oiseaux exotiques.
Le Reef Bay Hike est un sentier de randonnée qui mène, à travers la forêt tropicale et des palmiers endémiques, à des pétroglyphes attribués aux Indiens taïnos arrivés de Porto Rico vers 200 av. J.-C. Le district historique de Dennis Bay est une ancienne plantation sucrière protégée au sein du parc.